# Chandpur Rurki
Chandpur Rurki é uma aldeia no distrito de Shaheed Bhagat Singh Nagar, do estado de Punjab, Índia. Ela está localizada a 5.1 quilómetros de distância de Saroa, a 27.4 quilómetros de Banga, a 31 quilómetros da sede do distrito Shaheed Bhagat Singh Nagar e a 95.6 quilómetros da capital Chandigarh. A aldeia é administrada por um Sarpanch, um representante eleito da aldeia.

## Demografia
De acordo com o censos de 2011, a aldeia tem um número total de 493 casas e uma população de 2361 elementos, dos quais 1234 são do sexo masculino e 1127 são do sexo feminino, segundo o relatório publicado pelo Censo da Índia em 2011. A taxa de alfabetização da aldeia é 71.49%, sendo que a média do estado está situada nos 75.84%. A população de crianças sob a idade de 6 anos é de 274, o que representa 11.61% da população total da aldeia, e a relação do sexo das crianças é aproximadamente 1000, quando comparada com a média do estado de Punjab, 846. A maioria das pessoas pertence ao grupo Schedule Caste, constituindo cerca de 16.22% da população da aldeia. De acordo com o relatório publicado pelo Censo da Índia em 2011, 772 pessoas estavam envolvidas em actividades de trabalho fora da população total da aldeia que inclui 573 homens e 199 mulheres. De acordo com o relatório de pesquisa do censo de 2011, 97.2% dos trabalhadores descrevem o seu trabalho como sendo o principal trabalho e 2.98% dos trabalhadores estão envolvidos em actividade marginal, que fornece subsistência por um período inferior a 6 meses.

## Transporte
A estação ferroviária de Garhshankar é a estação de comboio mais próxima, no entanto, a estação ferroviária de Nawanshahr fica a 23 quilómetros de distância da aldeia. O Aeroporto de Sahnewal é o aeroporto doméstico mais próximo, encontrando-se a 77 quilómetros, em Ludhiana, e o aeroporto internacional mais próximo fica situado em Chandigarh. Outro aeroporto internacional, o de Sri Guru Ram Dass Jee, é o segundo aeroporto internacional mais próximo, que fica a 167 quilómetros, em Amritsar.